# Route nationale 495
Die N495 war von 1933 bis 1973 eine französische Nationalstraße, die zwischen Cusset und Saint-Just-en-Chevalet verlief. Ihre Länge betrug 48 Kilometer.